# Segunda División 1981/82
Die Segunda División 1981/82 war die 51. Spielzeit der zweithöchsten spanischen Fußballliga. Sie begann am 6. September 1981 und endete am 23. Mai 1982. Meister wurde Celta Vigo.

## Vor der Saison
Die 20 Mannschaften trafen an 38 Spieltagen jeweils zweimal aufeinander. Die drei besten Mannschaften stiegen in die Primera División auf. Die letzten vier Vereine stiegen ab.
Als Absteiger aus der Primera División nahmen Real Murcia, UD Salamanca und AD Almería teil. Aus der Segunda División B kamen Celta Vigo, FC Córdoba, Deportivo La Coruña und RCD Mallorca.

## Abschlusstabelle
| Pl. | Verein                  | Sp. | S  | U  | N  | Tore    | Diff. | Punkte |
| --- | ----------------------- | --- | -- | -- | -- | ------- | ----- | ------ |
| 1.  | Celta Vigo (N)          | 38  | 22 | 9  | 7  | 079:400 | +39   | 53:23  |
| 2.  | UD Salamanca (A)        | 38  | 23 | 5  | 10 | 070:330 | +37   | 51:25  |
| 3.  | CD Málaga               | 38  | 20 | 10 | 8  | 070:350 | +35   | 50:26  |
| 4.  | FC Elche                | 38  | 19 | 12 | 7  | 055:310 | +24   | 50:26  |
| 5.  | Real Murcia (A)         | 38  | 18 | 10 | 10 | 054:380 | +16   | 46:30  |
| 6.  | RCD Mallorca (N)        | 38  | 15 | 12 | 11 | 055:460 | +9    | 42:34  |
| 7.  | Rayo Vallecano          | 38  | 16 | 9  | 13 | 045:440 | +1    | 41:35  |
| 8.  | Castilla CF             | 38  | 13 | 14 | 11 | 048:480 | ±0    | 40:36  |
| 9.  | Burgos CF 1             | 38  | 15 | 10 | 13 | 046:410 | +5    | 40:36  |
| 10. | Atlético Madrileño      | 38  | 12 | 14 | 12 | 044:440 | ±0    | 38:38  |
| 11. | CE Sabadell             | 38  | 14 | 10 | 14 | 059:630 | −4    | 38:38  |
| 12. | Deportivo La Coruña (N) | 38  | 13 | 11 | 14 | 040:480 | −8    | 37:39  |
| 13. | FC Córdoba (N)          | 38  | 11 | 14 | 13 | 045:490 | −4    | 36:40  |
| 14. | Recreativo Huelva       | 38  | 12 | 11 | 15 | 039:400 | −1    | 35:41  |
| 15. | Linares CF              | 38  | 10 | 14 | 14 | 042:570 | −15   | 34:42  |
| 16. | Real Oviedo             | 38  | 9  | 13 | 16 | 034:530 | −19   | 31:45  |
| 17. | Deportivo Alavés 1      | 38  | 11 | 7  | 20 | 038:520 | −14   | 29:47  |
| 18. | AD Almería (A) 2 3      | 38  | 6  | 18 | 14 | 027:430 | −16   | 26:50  |
| 19. | UD Levante 2            | 38  | 7  | 6  | 25 | 026:740 | −48   | 20:56  |
| 20. | Getafe Deportivo 2      | 38  | 5  | 9  | 24 | 041:500 | −9    | 19:57  |

Platzierungskriterien: 1. Punkte – 2. Direkter Vergleich (Punkte, Tordifferenz, geschossene Tore) – 3. Tordifferenz – 4. geschossene Tore

| (A) | Absteiger der Saison 1980/81         |
| (N) | Neuaufsteiger der Segunda División B |

## Nach der Saison
Aufsteiger in die Primera División
- 01. – Celta Vigo
- 02. – UD Salamanca
- 03. – CD Málaga

 Absteiger in die Segunda División B bzw. Tercera División
- 09. – Burgos CF → in die Segunda División B
- 18. – AD Almería → in die Tercera División
- 19. – UD Levante → in die Tercera División
- 20. – Getafe Deportivo → in die Tercera División

 Absteiger aus der Primera División
- FC Cádiz
- Hércules Alicante
- CD Castellón

 Aufsteiger in die Segunda División
- Barcelona Atlètic
- Cartagena FC
- Palencia CF
- Deportivo Xerez